# آرثر إرنست مورغان
آرثر إرنست مورغان (بالإنجليزية: Arthur Ernest Morgan) (و. 1878 – 1975 م) هو مهندس مدني، ومهندس من الولايات المتحدة الأمريكية. ولد في مقاطعة هاملتون، أوهايو .
توفي في زينيا، أوهايو .